# Język jingpo
Język jingpo (inne nazwy: jinghpaw, chingp’o, kachin, marip) – język z podgrupy jinghpo-bodo-konyak (kaczińskiej) języków tybeto-birmańskich, używany przez ok. 940 tys. osób z grupy etnicznej Jingpo, głównie w stanie Kaczin w Mjanmie, poza tym w prowincji Junnan w ChRL oraz w stanie Asam w Indiach. Dialekt singpho, używany w Asamie, wykazuje podobieństwo leksykalne 50% do jingpo (zawiera sporo leksyki tajskiej).
| Alfabet jingpo |         |           |         |         |
| A ʔà           | Ă ʔa̰    | E ʔɛ̰      | Ē ʔɛ̀    | È ʔɛ́    |
| I ʔì           | O ʔɔ̀    | U ʔù      | AI ʔàɪɴ | AU ʔáʊɴ |
| AW ʔɔ́          | OI ʔʊ̀ɛ́  | B ba̰      | CHY t͡ɕa̰ | D da̰    |
| G ɡa̰           | GY ɡa̰ja̰ | H ha̰      | J d͡ʑa̰   | K ka̰    |
| KY ka̰ja̰        | HK kʰa̰  | HKY kʰa̰ja̰ | L la̰    | M ma̰    |
| N na̰           | NG ŋa̰   | NY ɲa̰     | P pa̰    | HP pʰa̰  |
| HPY pʰa̰ja̰      | R ja̰    | S sʰa̰     | SH ʃa̰   | T ta̰    |
| TS sa̰          | HT tʰa̰  | W wa̰      | Y ja̰    | Z za̰    |